# Montes de Crimea
Los montes de Crimea (en ruso: Крымские горы, en ucraniano: Кримські гори, en tártaro de Crimea: Qırım dağları) son una cadena montañosa que recorre en paralelo la costa sureste de la península de Crimea, que está alrededor de 13 kilómetros desde el mar. Hacia el oeste, las montañas caen bruscamente al mar Negro, y al este, cambia lentamente hacia un paisaje de estepa.
Su sistema montañoso está formado por tres cadenas montañosas, que se extienden desde el Cabo Ayia, cerca de la ciudad de Balaklava, hasta cerca de la ciudad de Feodosia, al este. La longitud de las montañas de Crimea es aproximadamente de 160 km con un ancho de unos 50 km.
La cordillera externa, situada al norte, presenta unas colinas de bajas alturas, la más alta está a unos 350 metros de altura, la cordillera interior presenta unas alturas de un máximo de 750 metros y la cordillera principal, situada al sur se extiende paralela al mar, su punto más elevado es a 1545 metros. Una parte considerable de las montañas de Crimea pertenecen a la reserva natural de Crimea.

## Mesetas o macizos
La cadena principal de las montañas de Crimea se subdivide en varios macizos o mesetas llamados en ruso: яйла,(Yaila), que en tártaro de Crimea significa "Prado alpino".
Las más importantes son:
- Meseta de Ai-Petri
- Meseta de Babugan
- Meseta de Bajdar
- Meseta de Gurzuf
- Meseta de Demerji
- Meseta de Dolgorukova
- Meseta de Karaby
- Meseta de Nikita
- Meseta de Orta-Syrt
- Meseta de Chatyr-Dag
- Meseta de Yalta

## Picos más altos
El pico más alto de Crimea es el Roman-Kosh (en ruso: Роман-Кош, en tártaro de Crimea: Roman Qoş) situado en la meseta de Babugan, con una altura de 1.545 metros. Otros picos importantes por encima de los 1.200 metros son:
- Demir-Kapu con 1.540 metros, situado en la meseta de Babugan.
- Zeytin-Kosh con 1.537 metros, situado en la meseta de Babugan.
- Kemal-Egerek con 1.529 metros, situado en la meseta de Babugan.
- Eklizi-Burun con 1.527 metros, situado en la meseta de Chatyr-Dag.
- Lapata con 1.406 metros, situado en la meseta de Yalta.
- Ai-Petri con 1.243 metros, situado en la meseta de Ai-Petri.

## Pasos y ríos
Los más importantes pasos sobre los montes de Crimea son:
- Paso Angarskyi cerca del pueblo de Perevalne, entre Alushta y Simferópol
- Paso Laspi, entre Yalta y Sebastopol.

Los ríos de los montes de Crimea incluyen los ríos Alma, Chernaya o Chorna, y el Salgir en las laderas septentrionales y río Uchan-su en la ladera meridional que forma la cascada de Uchan-su, una atracción turística popular y la más alta cascada de la península.